# Курильськ
Кури́льськ (рос. Курильск, яп. クリリスク / Ся́на, яп. 紗那村, しゃなむら, МФА: [ɕana muɾa]) — місто на острові Ітурупі на березі Охотського моря у складі Сахалінської області Російської Федерації, центр Курильського міського округу. Уряд Японії вважає його селом в повіті Шяна округу Немуро префектури Хоккайдо та окупованим. Населення — 1 591 мешканець (2019).

## Історія
Поселення засноване наприкінці XVIII століття російськими поселенцями на місці поселення місцевих аборигенів айнів — Шана, яке існувало з II тисячоліття до н. е. Назва селища з айнської мови перекладається як «велике селище в нижній течії річки». 1800 року без оголошення війни зайняте японськими військами. 8 травня 1807 року біля берегів Ітурупу з'явилося російське трищоглове судно «Юнона» під командуванням Миколи Хвостова і тендер «Авось» під командуванням мічмана Гаврила Давидова. Ними був атакований японський гарнізон, найбільше поселення японців на Ітурупі. Магазини японських купців і промисловців були розграбовані, а саме поселення спалене. 1855 року Ітуруп відійшов до Японії згідно Сімодського трактату.
1945 року окуповане радянськими військами в ході радянсько-японської війни. З 1947 року має сучасну назву і статус міста.

## Динаміка зміни населення
| 1959  | 1970  | 1979  | 1989  | 1996  | 1998  | 2000  |
| ----- | ----- | ----- | ----- | ----- | ----- | ----- |
| 1533  | ↘1159 | ↗1582 | ↗2699 | ↘2400 | ↘2200 | ↘2100 |
| 2001  | 2002  | 2005  | 2006  | 2007  | 2008  | 2009  |
| →2100 | ↗2233 | ↘2100 | ↘2000 | ↘1900 | ↘1800 | ↘1719 |
| 2010  | 2011  | 2012  | 2013  | 2014  | 2015  | 2016  |
| ↗2070 | ↘2062 | ↘1961 | ↘1890 | ↘1757 | ↘1670 | ↘1646 |
| 2017  | 2018  | 2019  |       |       |       |       |
| ↘1547 | ↗1607 | ↘1591 |       |       |       |       |

## Економіка
Основні галузі — рибальство і рибопереробка, виробництво будівельних матеріалів. У місті та окрузі працюють підприємства: АТ «Курильський рибний промисел» (видобуток риби), АТ «Рейдове» (переробка риби), МП «Рибовод» (відтворення лососевих вих порід риб), АТ «Гідрострой».
Діють сейсмічна та метеорологічна станції.

## Освіта, культура
У місті чотири загальноосвітні школи, дитяча школа мистецтв, краєзнавчий музей, чотири будинки культури, п'ять бібліотек. Видається газета «Красный маяк».